# Les Touches
Les Touches (bretonisch: An Dosenneg; Gallo: Lez Tósch) ist eine französische Gemeinde mit 2.619 Einwohnern (Stand: 1. Januar 2022) im Département Loire-Atlantique in der Region Pays de la Loire. Les Touches gehört zum Arrondissement Châteaubriant-Ancenis und zum Kanton Nort-sur-Erdre. Die Einwohner werden Touchois(es) genannt.

## Geografie
Les Touches liegt etwa 30 Kilometer nordöstlich von Nantes. Auf den Hügeln des Weinbaugebiets Gros Plant du Pays Nantais wird der Muscadet produziert. Umgeben wird Les Touches von den Nachbargemeinden Joué-sur-Erdre im Norden, Trans-sur-Erdre im Nordosten, Mouzeil im Osten, Ligné im Süden und Südosten, Petit-Mars im Süden sowie Nort-sur-Erdre im Westen.
Durch die Gemeinde führt die frühere Route nationale 164 (heutige D164).

## Bevölkerungsentwicklung
| Jahr      | 1962 | 1968 | 1975 | 1982 | 1990 | 1999 | 2006 | 2017 |
| Einwohner | 1306 | 1326 | 1359 | 1633 | 1935 | 1948 | 2071 | 2474 |

## Sehenswürdigkeiten

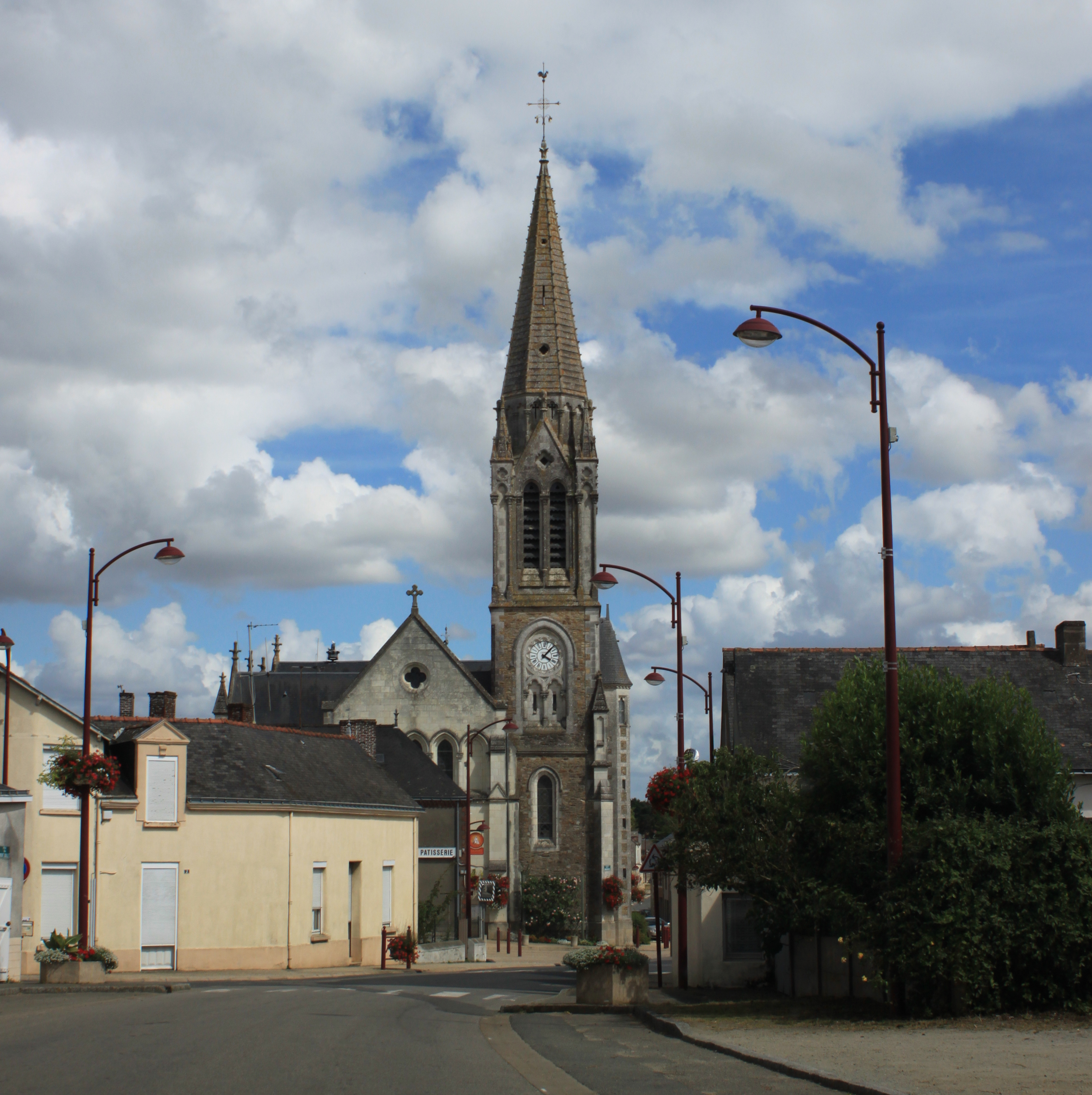
Kirche Saint-Melaine

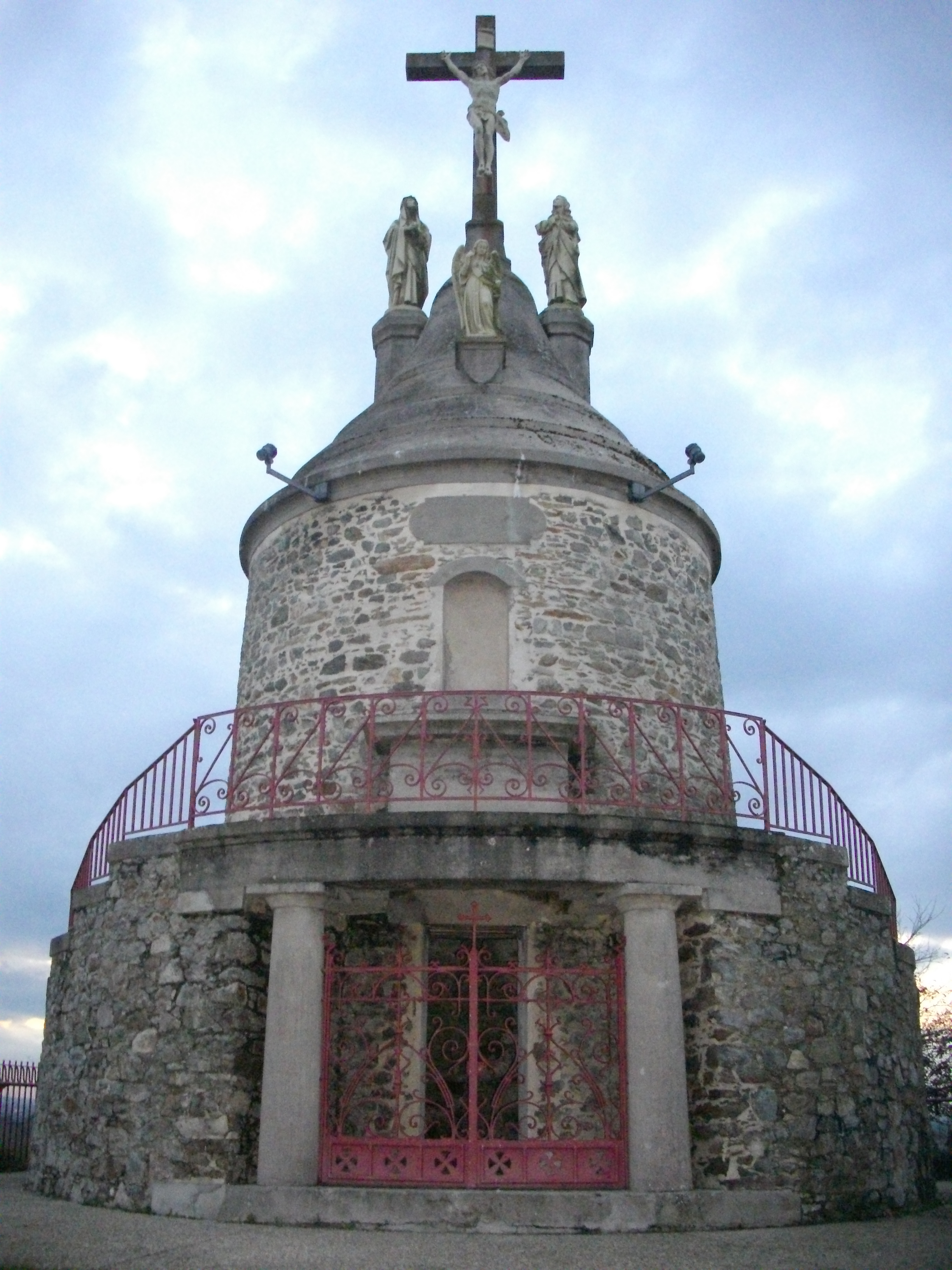
Calvaire auf dem Mont Juillet

- Kirche Saint-Melaine
- Calvaire auf dem Mont Juillet
- Mühle Les Buttes